# Euronav

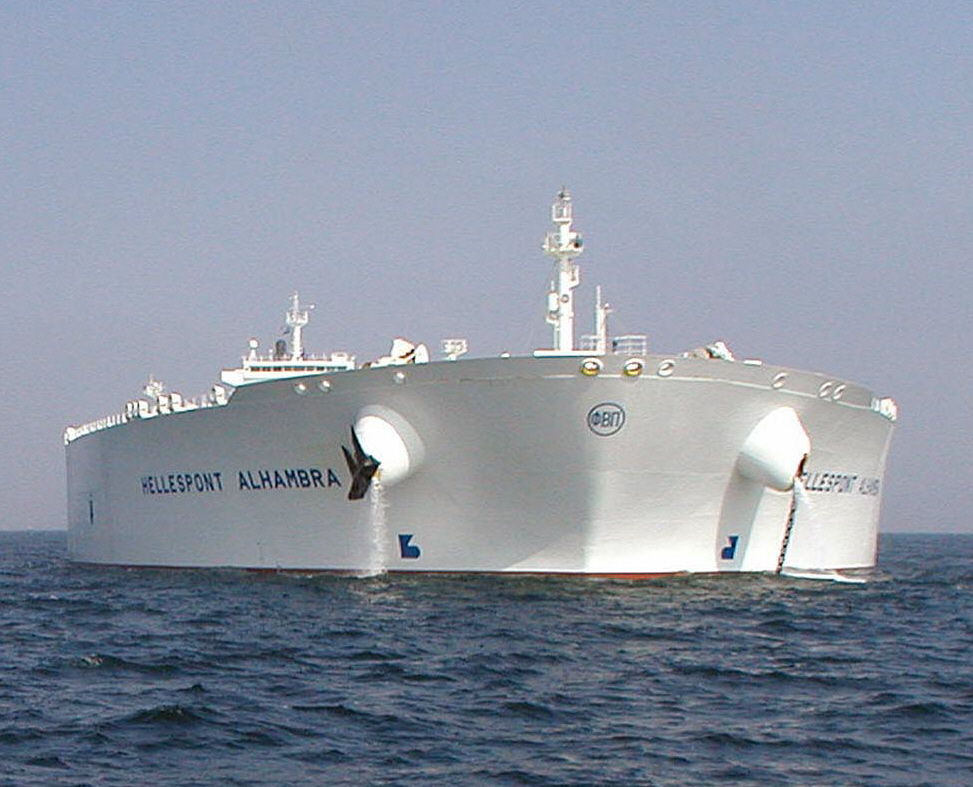
De ULCC TI Asia, permanent in gebruik voor opslagplaats

Euronav is een internationale scheepvaartgroep, die transport- en andere diensten verzorgt voor de olie-industrie. Per jaareinde 2019 beschikte Euronav over een vloot van 73 tankers, waarvan twee FSO's. Euronav is het resultaat van een fusie van twee tankerrederijen in 1995. De hoofdzetel is gevestigd in Antwerpen. Euronav is beursgenoteerd op de Euronext Brussel en de New York Stock Exchange.
In oktober 2024 is Euronav CMB.TECH geworden na een naamswijziging. CMB.TECH is een gediversifieerde en future-proof maritieme groep. De groep bezit en exploiteert meer dan 160 zeeschepen: ruwe-olietankers, drogebulkschepen, containerschepen, chemicaliëntankers, offshore windschepen, sleepboten en ferry's.

## Geschiedenis
Euronav is de opvolger van European Navigation Company Limited, een tankerrederij die werd overgenomen door de Franse rederij Compagnie Nationale de Navigation (CNN). In 1995 ging European Navigation Company Limited op in een joint venture met de Belgische nationale scheepvaartlijn Compagnie maritime belge (CMB) en ging verder onder de naam Euronav Luxembourg NV. In 1997 nam CMB de aandelen van CNN over en Euronax Luxembourg NV werd een volle dochter van CMB.
In 1997 besloot het management de tankervloot van zes enkelwandige schepen te vernieuwen met een reeks, door Daewoo Shipbuilding & Marine Engineering (DSME) gebouwde, dubbelwandige schepen. Deze nieuwe schepen waren groter dan de tankers die ze vervingen. In januari 2000 richtte Euronav, samen met enkele andere rederijen, de Tankers International Pool op. In dit samenwerkingsverband kon de tankervloot op een betere economische manier uitgebaat worden.
Op 1 december 2004 kreeg Euronav een eigen beursnotering. Op die dag werden Euronav-aandelen uitgegeven aan de aandeelhouders van CMB. Een halfjaar later, in april 2005, ging Euronav een strategische alliantie aan met de Griekse rederij Tanklog Ltd. Met deze actie werd de vloot uitgebreid met 14 Suezmax- en 2 Aframaxschepen. Deze transactie had een waarde van $ 1,1 miljard. Tanklog werd deels betaald in aandelen en werd daarmee de op een na grootste aandeelhouder van Euronav na CMB.
In januari 2014 nam Euronav 15 Very Large Crude Carriers (VLCC) over van Maersk Tankers Singapore Pte Ltd, een dochter van A.P. Møller-Mærsk Group. Euronav betaalde hiervoor $ 980 miljoen en de tankers zijn gemiddeld vier jaar oud. Voor de overname bestaat de Euronav vloot uit 1 ULCC, 11 VLCCs en 23 Suezmaxes schepen. De nieuwe tankers gaan ook deel uitmaken van de Tankers International VLCC pool.
Medio 2015 kocht Euronav vier tankers die in aanbouw zijn bij Hyundai Heavy Industries. De verkopende reder ontvangt US$ 384 miljoen, of 98 miljoen dollar per stuk. De schepen zijn in 2015 en 2016 afgeleverd. Euronav heeft ook een optie om nog eens vier vergelijkbare schepen te kopen voor eenzelfde prijs.
Op 22 december 2017 kondigt Euronav aan te gaan fuseren met het Amerikaanse Gener8 Maritime. Aandeelhouders van Gener8 krijgen voor elk aandeel 0,7272 aandeel Euronav. De nieuwe combinatie krijgt een vloot van 75 ruwe olietankers, waaronder 28 Suezmax-schepen, met een totaal draagvermogen van meer dan 18 miljoen ton. Het gezamenlijke balanstotaal bedraagt ruim US$ 4 miljard en de beurswaarde ongeveer US$ 1,8 miljard. De oud-aandeelhouders van Gener8 krijgen een belang van 28% in de nieuwe onderneming die verder gaat als Euronav. Op 13 juni 2018 werd de overname afgerond. Een dag later verkocht Euronav zes VLCC tankers aan International Seaways voor een totaal bedrag van $ 434 miljoen.
Begin april 2022 werd de fusie aangekondigd met de Noorse concurrent Frontline. Als de fusie doorgaat dan wordt de combinatie de grootste olietankerrederij ter wereld met 69 VLCCs, 57 Suezmax- en 20 kleinere Aframax-schepen. In de nieuwe constellatie verdwijnt de naam Euronav en wordt de Frontline naam behouden. De combinatie komt onder leiding te staan van Hugo De Stoop, de bestuursvoorzitter van Euronav. Bestaande aandeelhouders van Euronav krijgen voor elk aandeel 1,45 Frontline-aandelen, waarmee ze ongeveer 59% van de combinatie in handen krijgen. De familie Saverys verzette zich tegen de fusie en verhoogde het aandelenbelang in Euronav naar 25% om de transactie te blokkeren. In januari 2023 trok Frontline het overnamebod in.
Op 16 mei 2023 kondigde Hugo De Stoop per direct zijn vertrek aan bij de tankerrederij.
In oktober 2023 bereikten de twee grootaandeelhouders, CMB en Frontline, een overeenstemming. De overname door Frontline kon geen doorgang vonden, maar Frontline had wel een flink pakket aandelen Euronav opgekocht. In de overeenkomst is vastgelegd dat Frontline het belang van 26,1% verkoopt aan CMB voor US$ 18,43 per aandeel en dat Frontline 24 VLCC tankers uit de vloot van Euronav overneemt voor US$ 2,35 miljard. Partijen besloten verder alle rechtszaken te staken.
Na de koop van dit aandelenpakket verkreeg CMB een meerderheidsbelang van 53% in Euronav. Op 14 februari 2024 deed CMB een bod op alle aandelen Euronav die het nog niet in handen had, het bood hetzelfde bedrag per aandeel zoals afgesproken met Frontline. Op 18 maart had CMB iets meer dan 80% van de aandelen Euronav in handen.
In april 2024 bereikten Euronav en Anglo-Eastern Univan Group een akkoord over de verkoop van Euronav Ship Management Hellas. Euronav Ship Management Hellas werd in 2005 opgericht en houdt kantoor in Athene. Met deze transactie zal Anglo-Eastern de positie in de Griekse markt en in ruwe aardolietankers verbeteren. De raad van toezicht moet nog instemmen met deze transactie.

## Activiteiten
Euronav exploiteert zijn tankers op twee  manieren; hun Suezmax vloot zetten ze vooral in via langetermijnbevrachting, hun VLCC's zetten ze in op de zogenaamde spotmarkt (dat wil zeggen dat ze de lading nemen die op dat moment mogelijk is en brengen naar waar nodig, dit in tegenstelling tot de vaste lijnvaart of een vast contract met een oliemaatschappij). Voor deze spotmarkt zit Euronav in de Tankers International pool, welke mede opgericht is door Euronav.
Per jaareinde 2022 bestond de vloot van Euronav uit 70 tankers, waarvan 41 VLCC en 21 Suezmax tankers. De gemiddelde leeftijd van de vloot was 9,1 jaar. Verder waren er zes tankers in aanbouw. Naast het reguliere transport heeft ook de verkoop van tankers een significante invloed op de resultaten.
Euronav bezit sinds 2004 de grootste varende olietanker ter wereld; de TI Europe. De TI Europe heeft nog drie zusterschepen, zijnde de TI Africa, de TI Asia en de TI Oceania. De TI Asia en de TI Africa zijn wel groter dan de TI Europe, maar worden momenteel gebruikt als FSO en worden dus niet beschouwd als varende tankers. De TI in deze namen staat voor Tankers International.

### Resultaten
De resultaten van Euronav hebben een sterk cyclisch karakter. De tarieven waartegen de schepen worden verhuurd reageren hevig op de vraag- en aanbodverhoudingen in de markt. Bij een groot overschot van tankers dalen deze scherp en stijgen hard als er te weinig tankers zijn. In de onderstaande tabel worden de gemiddelde dagelijkse tijdsbevrachtingstarieven (Engels: Time Charter Equivalent (TCE)) vermeld, dat zijn de reisinkomsten verminderd met reiskosten. Deze worden uitgedrukt in dollars. Schommelingen in de TCE worden weerspiegeld in de omzet en nettoresultaat van het bedrijf.
De hoge winst in 2023 was het gevolg van de sterk gestegen tankertarieven en deels te verklaren door een grote winst van US$ 370 miljoen op de verkoop van tankers aan Frontline.
| Jaar | Omzet          | Nettoresultaat   | TCE VLCC (per dag) | TCE Suezmax (per dag) |
| ---- | -------------- | ---------------- | ------------------ | --------------------- |
| 2007 | $ 563 miljoen  | $ 101,1 miljoen  | $ 44.600           | $ 32.200              |
| 2008 | $ 859 miljoen  | $ 402,5 miljoen  | $ 95.700           | $ 41.650              |
| 2009 | $ 468 miljoen  | $ −17,6 miljoen  | $ 33.000           | $ 31.750              |
| 2010 | $ 525 miljoen  | $ 19,7 miljoen   | $ 36.100           | $ 30.600              |
| 2011 | $ 394 miljoen  | $ −96,0 miljoen  | $ 18.100           | $ 27.100              |
| 2012 | $ 411 miljoen  | $ −118,6 miljoen | $ 19.200           | $ 24.100              |
| 2013 | $ 401 miljoen  | $ −89,7 miljoen  | $ 18.300           | $ 22.000              |
| 2014 | $ 474 miljoen  | $ −45,8 miljoen  | $ 27.625           | $ 25.930              |
| 2015 | $ 847 miljoen  | $ 350 miljoen    | $ 55.055           | $ 35.790              |
| 2016 | $ 685 miljoen  | $ 204 miljoen    | $ 41.863           | $ 26.269              |
| 2017 | $ 513 miljoen  | $ 1 miljoen      | $ 27.773           | $ 22.131              |
| 2018 | $ 624 miljoen  | $ –110 miljoen   | $ 23.005           | $ 30.481              |
| 2019 | $ 932 miljoen  | $ 119 miljoen    | $ 35.874           | $ 37.747              |
| 2020 | $ 1231 miljoen | $ 473 miljoen    | $ 54.600           | $ 38.644              |
| 2021 | $ 420 miljoen  | $ –339 miljoen   | $ 10.273           | $ 29.721              |
| 2022 | $ 855 miljoen  | $ 203 miljoen    | $ 27.600           | $ 30.400              |
| 2023 | $ 1237 miljoen | $ 862 miljoen    | $ 47.600           | $ 30.500              |

### Bedrijfsonderdelen en schepen
De activiteiten van de groep bestaan uit:
- Floating Storage and Offloading: Euronav gebruikt zijn tankers soms ook als mobiele opslagplaats. In 1994 werd het eerste contract gesloten voor de inzet van VLCC's voor dit doel. Nu zijn beide schepen onder contract in de Perzische Golf bij een olieveld voor de kust van Qatar. De tabel hieronder vermeldt beide schepen die Euronav permanent gebruikt als FSO:

| Naam       | Lengte (m) | Inhoud (DWT) | Bouwjaar | Vlag             |
| ---------- | ---------- | ------------ | -------- | ---------------- |
| FSO Asia   | 380        | 441.893      | 2002     | Marshalleilanden |
| FSO Africa | 380        | 442.000      | 2002     | Marshalleilanden |

- Olietransport: Euronav beschikt hiervoor over een aantal eigen olietankers, en een aantal onder tijdsbevrachting. In 2022 bestond de vloot uit 70 tankers.